# 天津日子根命
天津日子根命（アマツヒコネノミコト）為《古事記》裡的記述，《日本書紀》則記作天津彥根命，祂是日本神話裡的天照大神和素戔嗚尊舉行誓約儀式所產生的五位神祇之一，別名作北伊勢大神（多度神）。

## 概要

### 日本書紀之記載
依照《日本書紀》卷第一神代上之記述，天照大神以素戔嗚尊之十握劍生出宗像三女神後，素戔嗚尊取掛在天照大神身上的八尺瓊勾玉，用天真名井之水洗滌後放入口中咀嚼，吹氣陸續生出：正哉吾勝勝速日天忍穗耳尊、天穗日命、天津彥根命、活津彥根命、熊野櫲樟日命等五男神。

### 古事記之記載
據《古事記》上卷之紀錄，天照大神以建速須佐之男命之十拳劍生出宗像三女神後，速須佐之男命取天照大神所纏左髻之八尺瓊勾玉玉串，滌勾玉於天之真名井而於口碎之，吹氣生出男神正勝吾勝勝速日天之忍穗耳命、右髻之勾玉則生出天之菩卑能命、脖子之勾玉生成天津日子根命、左手之勾玉變成活津日子根命、右手之勾玉生成熊野久須毘命。

## 解說
神名裡的「根（ネ）」乃尊稱，「日子（ヒコ）」則為「日神之子」，所以一般日本民間將之視為太陽神、風神、海神等膜拜。
天津日子根命乃許多氏族之遠祖：河内國造、額田部湯坐連、茨城國造、大和田中直、山城國造、馬來田國造、道尻岐閇國造、周防國造、大和淹知造、高市縣主、蒲生稻寸、三枝部造等。據《出雲國風土記》記載關於意宇郡屋代鄉（今島根縣安來市）的地名由來，伴隨天乃夫比命的天津子命降臨於此，故名「社鄉」；直到神龜3年改成「屋代鄉」。

## 信仰
祭祀天津日子根命的神社主要有：
- 多度大社（三重縣桑名市多度町）
- 月讀神社（長崎縣壹岐市）
- 金田神社（富山縣冰見市余川）
- 六所神社（奈良縣山邊郡山添村）

## 外部連結
- （日語）天津彦根神（页面存档备份，存于）
- （日語）多度大社